# Four Boys and a Gun
Pour plus de détails, voir Fiche technique et Distribution.
Four Boys and a Gun est un film policier américain réalisé par William Berke et sorti en 1957.
Le film, écrit par Leo Townsend et Philip Yordan, met en vedette Frank Sutton, Tarry Green, James Franciscus, William Hinnant, Otto Hulett et Robert Dryden.
Le film est sorti le 11 janvier 1957 chez United Artists,.

## Synopsis
Quatre « garçons », Ollie, Eddie, Johnny et Stanley entrent dans une arena où se déroulent des matchs de boxe amateur. Ils effectuent un braquage du bureau à l'aide d'une arme à feu et, dans la foulée, un policier est assassiné. Il n'est pas révélé qui a réellement tiré. Ils prennent l'argent et chacun suit son propre chemin. Il ne faut pas longtemps à la police pour découvrir qui a commis le vol, et ils finissent tous au poste de police pour être interrogés sur le vol. Le procureur du district révèle leur histoire au public. Ollie est coursier d'un bookmaker qui a pris 300 $ à son patron et ne parvient pas à le rembourser. Johnny est marié et sa femme attend un bébé. Il était boxeur amateur mais a perdu l'opportunité de combattre. Stanley est une déception pour son père et n'est qu'un suiveur des autres. Il est petit et toujours harcelé. Eddie a perdu son emploi de chauffeur de camion lorsqu'il a frappé son patron après avoir découvert que celui-ci avait volé sa petite amie, la secrétaire de l'entreprise de livraison.
Alors qu'ils se trouvent au bureau du procureur de la République, ce dernier leur révèle qu'ils encourent la peine de mort pour le meurtre du policier. Il leur dit que si celui qui a réellement tiré s'avance, les trois autres pourraient s'en tirer avec une charge moindre et une peine de prison plus courte. Des flashbacks révèlent les jours qui ont précédé le vol et les raisons pour lesquelles chacun y a participé.
Laissés à eux-mêmes, les quatre se disputent pour savoir qui devrait assumer la responsabilité, mais acceptent finalement de lancer les dés et le "gagnant" serait le tireur, laissant les trois autres vivre. Eddie finit par être celui qui doit prétendre avoir appuyé sur la gâchette. Mais finalement, ils décident tous d'être solidaires, quitte à ce qu'ils doivent tous mourir sur la chaise électrique.

## Fiche technique
- Titre original : Four Boys and a Gun
- Réalisation : William Berke
- Scénario : Leo Townsend, Philip Yordan, d'après un roman de Willard Wiener
- Photographie : J. Burgi Contner
- Montage : Marie Montague, Everett Sutherland
- Musique : Everett Sutherland, Stan Rubin
- Costumes : Clara Fabry
- Pays d'origine : États-Unis
- Langue originale : anglais
- Format : noir et blanc
- Genre : policier
- Durée : 74 minutes
- Dates de sortie :
  - États-Unis : 11 janvier 1957

## Distribution
- Frank Sutton : Ollie Denker
- Tarry Green : Eddie Richards
- James Franciscus : Johnny Doyle
- William Hinnant : Stanley Badek
- Otto Hulett : procureur de district
- Robert Dryden : Joe Barton
- J. Pat O'Malley : directeur de combat
- Diana Herbert : Marie
- Patricia Sloan : Nita
- Nancy Devlin : Sophie
- Patricia Bosworth : Elizabeth
- David Burns : l'homme de la télévision
- Anne Seymour : Mrs. Richards
- Frank Gero : Slim
- Ned Glass : propriétaire
- Karl Swenson : Mr. Badek
- Lisa Osten : Mrs. Badek
- Sid Raymond : Cab driver
- George McIver : Fred
- Frank Campanella : détective
- Joseph Campanella : le policier tué lors du braquage (non crédité)
- Frank Marth : l'homme de main de Barton (non crédité)
- Diana Sands (non crédité)